# Neccio
Le neccio (necci au pluriel), également appelés nicci, ciacci ou cian, est une spécialité culinaire typique à base de farine de châtaigne. Aujourd'hui, le neccio est souvent considéré comme un produit sucré, mais les populations rurales le consommaient avec des aliments salés.

## Diffusion
Le neccio est typique de Pescia et de la Montagna Pistoiese, de la Lucchesia, de la haute Versilia, de la Garfagnana, du Frignano et de la haute Reno. Il est également préparé en Corse où il est connu sous le nom de nicciu.

## Étymologie
Les autres noms utilisés pour les necci sont ciacci (en Versilia, haute Garfagnana et Frignano), caccìn (dans la province de La Spezia), panèlle (Sestri Levante et environs), castagnacci ou patolle (ayant une pâte plus consistante) ou nicci (en Corse).

## Préparation
La pâte est faite à partir de farine de châtaigne, d'eau et d'un peu de sel. La plus grande difficulté cependant réside dans la cuisson pour laquelle une grande habileté est requise, ainsi que des outils spéciaux, connus sous le nom de testi, faits de grès à placer sur le feu de la cheminée, ou les ferri ou forme, qui sont des disques de fer avec de longues poignées, à placer sur le dessus du poêle à bois. Aujourd'hui, les testi sont plus utilisés sur le versant bolonais des Apennins, tandis que sur la Montagna Pistoiese les outils les plus utilisés sont plutôt les ferri.
La cuisson avec les testi est particulièrement élaborée : dès qu'ils ont été chauffés, deux feuilles de châtaignier, ramassées en été et trempées dans de l'eau chaude, sont placées sur un testi, puis une louche de mélange, deux autres feuilles et un autre testi chaud, jusqu'à ce qu'un tas soit formé. De cette façon, le necci ne colle pas au testo et prend l'arôme et la saveur des feuilles.